# Podolí I
Podolí I là một làng thuộc huyện Písek, vùng Jihočeský, Cộng hòa Séc.